# Trotteria
Trotteria is een muggengeslacht uit de familie van de galmuggen (Cecidomyiidae).

## Soorten
- T. caryae (Felt, 1907)
- T. galii Rübsaamen, 1912
- T. karnerensis Felt, 1908
- T. ligustri Barnes, 1954
- T. obtusa (Loew, 1850)
- T. umbelliferarum (Kieffer, 1902)